# Székely Júlia (óvónő)
Jámbor Lajosné Székely Júlia, született Tasnádi Székely Julianna, írói nevén Székely Lilla (Polgárdi, 1863. január 19. – Ádánd, 1921. december 18.) óvónő, Jámbor Lajos tanító felesége.

## Élete
Tasnádi Székely Gábor és Koch Julianna leánya, 1863. január 21-én keresztelték Polgárdiban. A négy polgári osztály elvégzése után óvónőképzőben tanult, ahol 1881-ben kapott oklevelet. Előbb Apatinban, majd 1883-tól Móron, 1880-tól Békésen dolgozott rendes óvónőként 1890-ig. Férje buzdította az írásra, szépirodalmi és társadalmi lapokban publikált. Művei tárcák, novellák és költemények. Munkatársa volt a Protestáns Árvaházi Naptárnak és a Koszorúnak. Ádándon hunyt el, ott is helyezték örök nyugalomra.

## Munkái
- Jellemek, történetek és képek (1899)
- Nagymama történeteiből (Debrecen, 1910)